# Провулок Надії Світличної
Прову́лок Наді́ї Світли́чної — провулок у Дарницькому районі міста Києва, місцевість Нова Дарниця. Пролягає від Бориспільської до Тростянецької вулиці.
Прилучаються вулиці Юрія Литвинського і Волго-Донська.

## Історія
Провулок виник у 1950-ті роки під назвою 644-а Нова вулиця. 1953 року отримав назву Волго-Донський провулок, на честь Волго-Донського каналу.
Сучасна назва на честь учасниці руху шістдесятників, правозахисниці, публіцистки, мемуаристки, журналістки, лауреатки Шевченківської премії та премії імені Василя Стуса Надії Світличної — з 2023 року.